# 自我概念
在自我心理學中，一個人的自我概念（也稱為自我建構、自我認同、自我觀點或自我結構等）
是關於自我的信念的集合。 一般來說，自我概念反映了「我是誰？」這個問題的回答。
自我概念與自我意識不同，自我意識是自我認識（英語：Self-knowledge）被定義、一致，且當前適用於一個人的態度和性格（英語：Disposition）的程度。 自我概念也不同於自尊：自我概念是一個人自我的認知或描述性組成部分（例如「我的特質是…」），而自尊是評估性的和固執己見的（例如「我對於自己的特質感覺很好」）。
自我概念由自我圖式組成，與自尊、自我認識、社會自我（英語：social self）互動，形成整體的自我。它包括過去、現在和未來的自我，其中未來的自我（或可能的自我）代表了個人對自我可能成為什麼、想成為什麼或害怕成為什麼的想法。可能的自我可能會激勵某些行為。
人們對過去或未來自我的看法與他們對當前自我的看法有關。時間自我評價理論（英語：temporal self-appraisal theory）指出，人們傾向於遠離負面的自我並更多地關注正面的自我來保持正面的自我評價。此外，人們傾向於相對不積極地看待過去的自己（例如“現在的我比以前更好”），而更積極地看待未來的自己（例如“在未來我會比現在更好” ）。